# Загородний Михайло Васильович
Михайло Васильович Загородний (нар. 24 січня 1966) — голова Хмельницької ОДА з 6 березня 2015 по 18 грудня 2015 р.  [Архівовано 19 грудня 2015 у Wayback Machine.]. Голова Хмельницької обласної ради з 27 листопада 2015 по 7 грудня 2020 року р.

## Життєпис
Народився у селі Завадівка, Чемеровецького району, Хмельницької області. У 1989 році закінчив Кам'янець-Подільський сільськогосподарський університет, агрономічний факультет.
У структурі корпорації «Оболонь» почав працювати з 1999 року на посаді директора з виробництва науково-виробничої асоціації «Нива Оболоні». З 2002 по 2009 роки очолював товарно-насіннєвий комплекс ЗАТ «Оболонь». З 2009 року — директор солодового заводу. У 2010 році призначений також директором з аграрних питань корпорації. Поряд із цим Михайло Загородний також був головою ТОВ «Оболонь Агро» та асоціації НВА «Нива Оболоні».
Депутат Хмельницької обласної ради від Української народної партії.
Станом на березень 2019 року — член депутатської фракції партії Блок Петра Порошенка «Солідарність».
27 листопада 2015 — 7 грудня 2020 року — голова Хмельницької обласної ради.
Нагороджений медаллю «За працю і звитягу».